# Kristus som den lidande frälsaren
Kristus som den lidande frälsaren eller Den döde Kristus med två änglar är en temperamålning av den italienske renässanskonstnären Andrea Mantegna från omkring 1495–1500. Den förvärvades av Fredrik IV av Danmark från den italienska Gonzaga-familjen 1763 och är idag utställd på Statens Museum for Kunst i Köpenhamn. 
Målningen skildrar Jesu uppståndelse. Såren efter korsfästelsen är synliga på hans händer och fötter. Han sitter på en romersk sarkofag av porfyr och bakom honom står två änglar på knä (en seraf och en kerub). 
I bakgrunden till vänster avbildas Jerusalem i skuggan av berget Sion och till höger Golgata, platsen för Jesu korsfästelse. Två kvinnor går på vägen som leder från staden till Jesu grav vid Golgata, följda av ytterligare två kvinnor. Alla fyra evangelier skildrar "kvinnorna vid graven" (Matteus 28:1–7, Markus 16:1–7, Lukas 24:1–6, Johannes 20:1), det vill säga Maria från Magdala, Maria och kanske även (evangelierna är inte helt samstämmiga) Salome och Johanna. Tidigt i gryningen begav de sig med kryddor och olja till den uthuggna klippan där den döde Jesus lagts till vila. Enligt judisk sed skulle kroppen tvättas, smörjas och lindas, som en balsamering.
Matteus skriver: 
| ” | Efter sabbaten, i gryningen den första veckodagen, kom Maria från Magdala och den andra Maria för att se på graven. Då blev det ett kraftigt jordskalv, ty Herrens ängel steg ner från himlen och kom och rullade undan stenen och satte sig på den. Hans utseende var som blixten och hans kläder vita som snö. Vakterna skakade av skräck för honom och blev liggande som döda. Men ängeln sade till kvinnorna: "Var inte rädda. Jag vet att ni söker efter Jesus, som blev korsfäst. Han är inte här, han har uppstått, så som han sade". | „ |